# Pseudosklerocjum

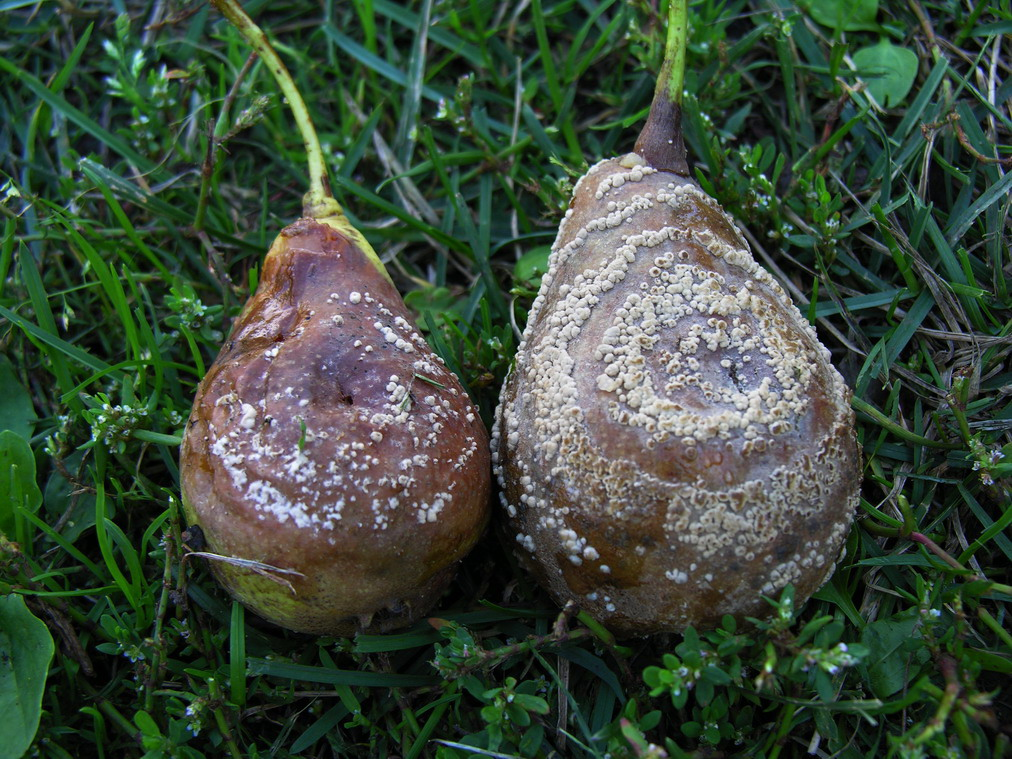
Pseudosklerota ze sporodochiami na gruszkach

Pseudosklerota, pseudosklerocjum (łac. pseudosclerotium) – zwarta struktura zawierająca fragmenty gleby lub organów roślin poprzerastane strzępkami grzybów.
Pseudoskleroty pełnią rolę przetrwalników. Tworzy je wiele grzybów pasożytniczych. Powstają np. na opadłych na ziemię i gnijących owocach jabłoni, grusz czy śliw, zainfekowanych przez paciornicę owocową (Monilinia fructigena). Pseudoskleroty takie przezimowują, a wiosną powstają na nich sporodochia wytwarzające bezpłciowo zarodniki konidialne, które infekują owoce i pędy drzew, wywołując brunatna zgniliznę drzew ziarnkowych. Na pseudosklerotach tej paciornicy, które przezimowały przynajmniej dwukrotnie, mogą powstawać apotecja, w których wytwarzane są zarodniki płciowe – askospory.
Prawdziwa sklerota (sklerocjum) odróżnia się tym, że zbudowana jest wyłącznie ze strzępek grzyba.
Czasami pseudoskleroty nie opadają na ziemię, lecz pozostają na drzewach, np. jabłoni, śliw czy grusz. Ulegają wyschnięciu i skurczeniu i zwykle sczernieniu. Tego typu pseudoskleroty nazywane są mumiami.